# Монгольская пищуха
Монгольская пищуха или палласова пищуха (лат. Ochotona pallasi) — один из видов пищух. Видовое название дано в честь учёного Петра Симона Палласа (1741—1811).

## Ареал
Монгольская пищуха обитает в гористых районах западной Монголии, Чуйской степи на Алтае и Юго-западной Туве. Типичный подвид (Ochotona pallasi pallasi) обитает Казахском мелкосопочнике в Казахстане. Ещё один подвид (Ochotona pallasi hamica) встречается только в горах к северо-востоку от города Хами в Синьцзян-Уйгурском автономном округе Китая. Подвид (Ochotona pallasi sunidica) обитает только в двух небольших горных массивах на территории Внутренней Монголии, КНР.

## Описание вида
Монгольская пищуха — небольшой зверёк с длиной тела 20-25 см, уши короткие (20-26 мм), но длиннее чем у даурской пищухи. Окрас шерсти летом желтовато-охристый, зимой — серый, с буроватым оттенком. За ушами светлое пятно, на боковых сторонах шеи — рыжие. Ступня длиннее 25 мм.
Беременность продолжается в среднем 25 суток, в год самка может приносить приплод 2-3 раза в год. Рождается в среднем 6-9 детёнышей, редко — до 12. Малыши рождаются голыми, но начинают покрываться шерстью уже через несколько дней.
Палласовы пищухи редко уходят от нор более 30 м, а при опасности громко цикают. Зверьки ведут дневной образ жизни.
Монгольская пищуха делает запасы сухой травы, которую прячет в норах.
В Чуйской степи (Республика Алтай, Россия) и  в Гобийском Алтае (Монголия) данный вид считается основным носителем чумы.
Охранный статус — LC (наименьший риск). Для контролирования численности в Монголии используются пестициды. Некоторые изолированные популяции, тем не менее, считаются находящимися под угрозой.

### Классификация
В виде выделяют 4 подвида:
- Ochotona pallasi hamica
- Ochotona pallasi pallasi
- Ochotona pallasi pricei
- Ochotona pallasi sunidica